# Hubert Genest
Pour les articles homonymes, voir Genest.
Hubert Genest (né le 7 octobre 1989 à Charlesbourg, Québec au Canada) est un joueur de hockey sur glace canadien.

## Biographie
Hubert Genest joue pour les Remparts de Québec dans la LHJMQ après avoir joué en hockey mineur à Charlesbourg. Il aime le cinéma, le golf et le tennis.[réf. nécessaire]
En 2004-05, il est entraîné dans le Bantam AA par Patrick Roy pour l'équipe des Seigneurs de Beaubourg qui le remarque et voit en lui un futur défenseur des Remparts.[réf. nécessaire] Au repêchage de 2005, Hubert est sélectionné en 5e ronde, 87e au total par Québec.
Lors de la saison 2005-06, il joue avec le Blizzard du Séminaire Saint-François dans le Midget AAA. Cette année-là, il joue un match avec les Remparts. Après les séries 2006, il est rappelé par Québec afin d'accompagner l'équipe à la Coupe Memorial. Il ne joue pas de match, mais est un témoin privilégié de la victoire des Remparts.
Au début de la saison 2006-07, il obtient un poste de défenseur avec les Remparts ; les blessures le ralentissent et il est contraint de jouer seulement 31 matchs lors de cette saison, il amasse 3 passes et 18 minutes de pénalité. Durant les séries 2007, il est blessé au deuxième match et ne peut prendre part à la fin de cette série que les Remparts perdent en 5 matchs contre les Voltigeurs de Drummondville.
En 2007-08, à 18 ans, il connaît une meilleure année que la précédente, en 63 matchs de saison régulière, il amasse 2 buts et 11 passes. Il aide son équipe à vaincre les Saguenéens de Chicoutimi lors de la première ronde des séries. Les Remparts sont finalement vaincus par les Olympiques de Gatineau (les futurs champions) en deuxième ronde.
Au début de la saison 2008-09, Hubert fait partie d'une défensive très puissante comprenant Kevin Marshall, Guillaume Monast, Samuel Groulx et Mikaël Tam. Malgré son poste de 5e défenseur, Hubert est considéré comme un vétéran dans l'équipe.[réf. nécessaire]

## Statistiques
| Saison    | Équipe                         | Ligue        |    | Saison régulière | Saison régulière | Saison régulière | Saison régulière | Saison régulière |   | Séries éliminatoires | Séries éliminatoires | Séries éliminatoires | Séries éliminatoires | Séries éliminatoires |
| Saison    | Équipe                         | Ligue        | PJ | B                | A                | Pts              | Pun              | PJ               | B | A                    | Pts                  | Pun                  |                      |                      |
| 2005-2006 | Remparts de Québec             | LHJMQ        | 1  | 0                | 0                | 0                | 0                | 0                | 0 | 0                    | 0                    | 0                    |                      |                      |
| 2006-2007 | Remparts de Québec             | LHJMQ        | 31 | 0                | 3                | 3                | 18               | 2                | 0 | 0                    | 0                    | 2                    |                      |                      |
| 2007-2008 | Remparts de Québec             | LHJMQ        | 63 | 2                | 11               | 13               | 40               | 6                | 2 | 4                    | 6                    | 4                    |                      |                      |
| 2008-2009 | Remparts de Québec             | LHJMQ        | 68 | 3                | 10               | 13               | 47               | 17               | 0 | 3                    | 3                    | 8                    |                      |                      |
| 2009-2010 | Junior de Montréal             | LHJMQ        | 66 | 5                | 19               | 24               | 31               | 7                | 0 | 3                    | 3                    | 8                    |                      |                      |
| 2010-2011 | Redmen de McGill               | SIC          | 28 | 5                | 15               | 20               | 14               | 8                | 0 | 0                    | 0                    | 12                   |                      |                      |
| 2011-2012 | Redmen de McGill               | SIC          | 16 | 1                | 6                | 7                | 4                |                  |   |                      |                      |                      |                      |                      |
| 2012-2013 | Redmen de McGill               | SIC          | 26 | 1                | 7                | 8                | 10               | 3                | 0 | 1                    | 1                    | 2                    |                      |                      |
| 2013-2014 | Corsaires de Nantes            | Division 1   | 22 | 4                | 5                | 9                | 16               |                  |   |                      |                      |                      |                      |                      |
| 2014-2015 | Corsaires de Nantes            | Division 1   | 23 | 5                | 8                | 13               | 35               | 3                | 0 | 1                    | 1                    | 4                    |                      |                      |
| 2015-2016 | Cool FM 103,5 de Saint-Georges | LNAH         | 35 | 6                | 12               | 18               | 12               | 5                | 1 | 2                    | 3                    | 0                    |                      |                      |
| 2016-2017 | Étoile noire de Strasbourg     | Ligue Magnus | 44 | 1                | 10               | 11               | 33               | 6 rel            | 0 | 3                    | 3                    | 2                    |                      |                      |
| 2017-2018 | Scorpions de Mulhouse          | Ligue Magnus | 39 | 4                | 15               | 19               | 32               | 6                | 0 | 2                    | 2                    | 6                    |                      |                      |
| 2018-2019 | Scorpions de Mulhouse          | Ligue Magnus | 38 | 2                | 8                | 10               | 30               | -                | - | -                    | -                    | -                    |                      |                      |
| 2019-2020 | Scorpions de Mulhouse          | Ligue Magnus | 35 | 2                | 5                | 7                | 45               | 7                | 0 | 0                    | 0                    | 2                    |                      |                      |
| 2020-2021 | Corsaires de Nantes            | Division 1   | 11 | 1                | 9                | 10               | 6                | 1                | 0 | 1                    | 1                    | 0                    |                      |                      |